# Joyce Lefevre
Joyce Lefevre is een Belgische rolstoelracer en paralympiër.

## Sportcarrière
In 2014 nam Lefevre deel aan de dodentocht in haar rolstoel ten voordele van Tumbador vzw. Ze mikte op een tijd van 22 uur maar werkte het echter af in 18 uur en 40 minuten
Lefevre begon pas met wheelen halverwege 2014. In 2015 huurde ze nog een rolstoel maar kon via sponsoring en crowdfunding toch haar eigen rolstoel kopen in de hoop om te kunnen deel te nemen aan de paralympische spelen.
Deze droom werd uiteindelijk werkelijkheid nadat bekendgemaakt werd dat Rusland geschorst werd op de Paralympische Zomerspelen 2016 in Rio werd Lefevre opgevist voor de 100m en de 400m. Op de 100m behaalde ze de 8ste plaatst maar op de 400m T34 werd ze gediskwalificeerd nadat ze na 300m haar helm verloor.

## Prestaties

### Paralympische Spelen
- 8ste 100m T34

### Europees Kampioenschap
- Grosseto 2016 100m T34
- Grosseto 2016 400m T34